# Via Domícia
La Via Domícia (en llatí Via Domitia) fou una via romana que enllaçava Itàlia i Hispània.
Fou construïda el 120 aC pel procònsol Gneu Domici Aenobarb, dos anys abans de la fundació de Narbo Martius (Narbona). A Narbona, la Via Domícia es trobava amb la Via Aquitana, que des d'allà comunicava la costa mediterrània amb l'atlàntica del sud de la Gàl·lia. Travessava la ciutat pel fòrum, i en queden restes just davant del palau Vell de Narbona (per la banda de la porta de Gil Aicelin), que es van descobrir el 7 de febrer de 1997.
Des de Ruscino cap al S es dividia en dos per anar a enllaçar amb la Via Augusta a la serra de l'Albera: un camí d'adreçava cap a la costa, prenent l'antiga ruta de la Via Heràclia, i passava vora mar fins a l'actual punt fronterer entre Cervera i Portbou; l'altre camí anava per l'interior, per les fortaleses de les Cluses, fins a trobar la Via Augusta al coll de Panissars.

## El camí o carrera de Carlemany
En el seu pas pel Rosselló, la veu popular ha associat de fa segles el suposat camí que va seguir l'emperador Carlemany en el seu camí cap a Hispània amb la Via Domícia, fins al punt que s'havia oblidat, en àmbit popular, el nom antic de la via, i se la coneixia amb el nom de carrera de Carlemany, primer, i camí de Carlemany, després. Es tracta d'un fals camí de Carlemany, car en realitat es tracta de la romana Via Domícia.

## Galeria d'imatges

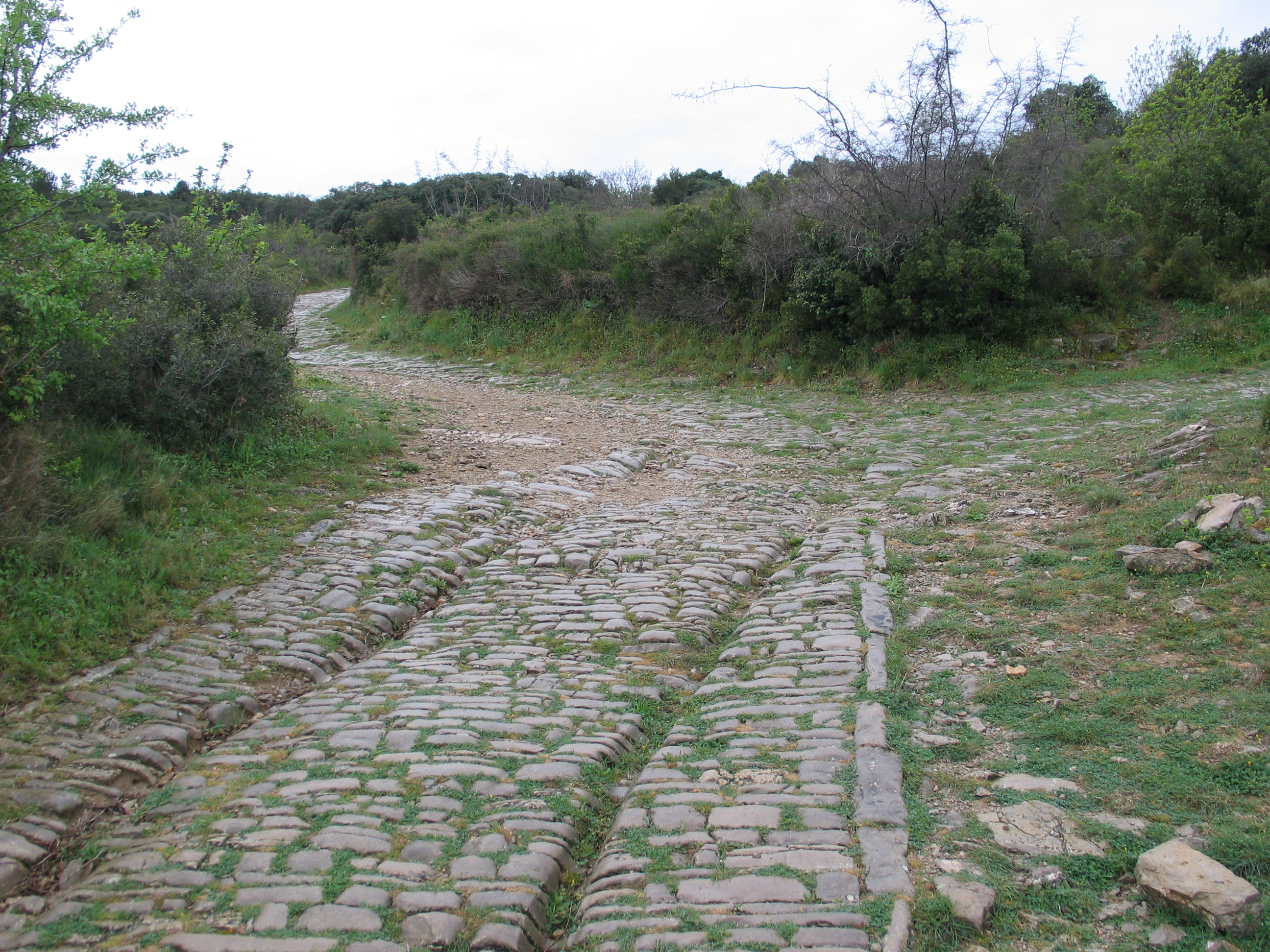
Prop d'Ambrussum (rodalia de Lunèl)
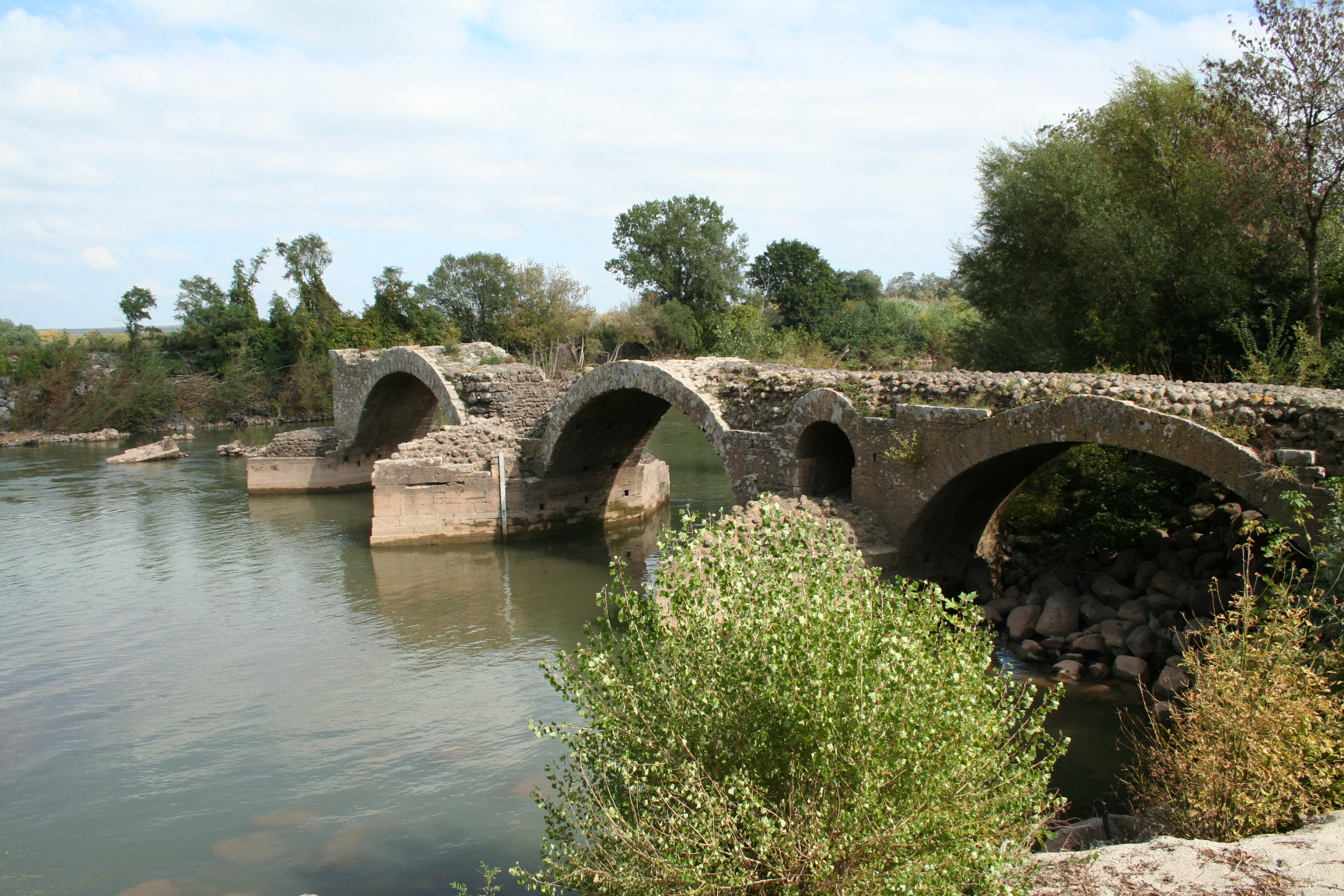
Pont sobre l'Erau a Sant Tibèri
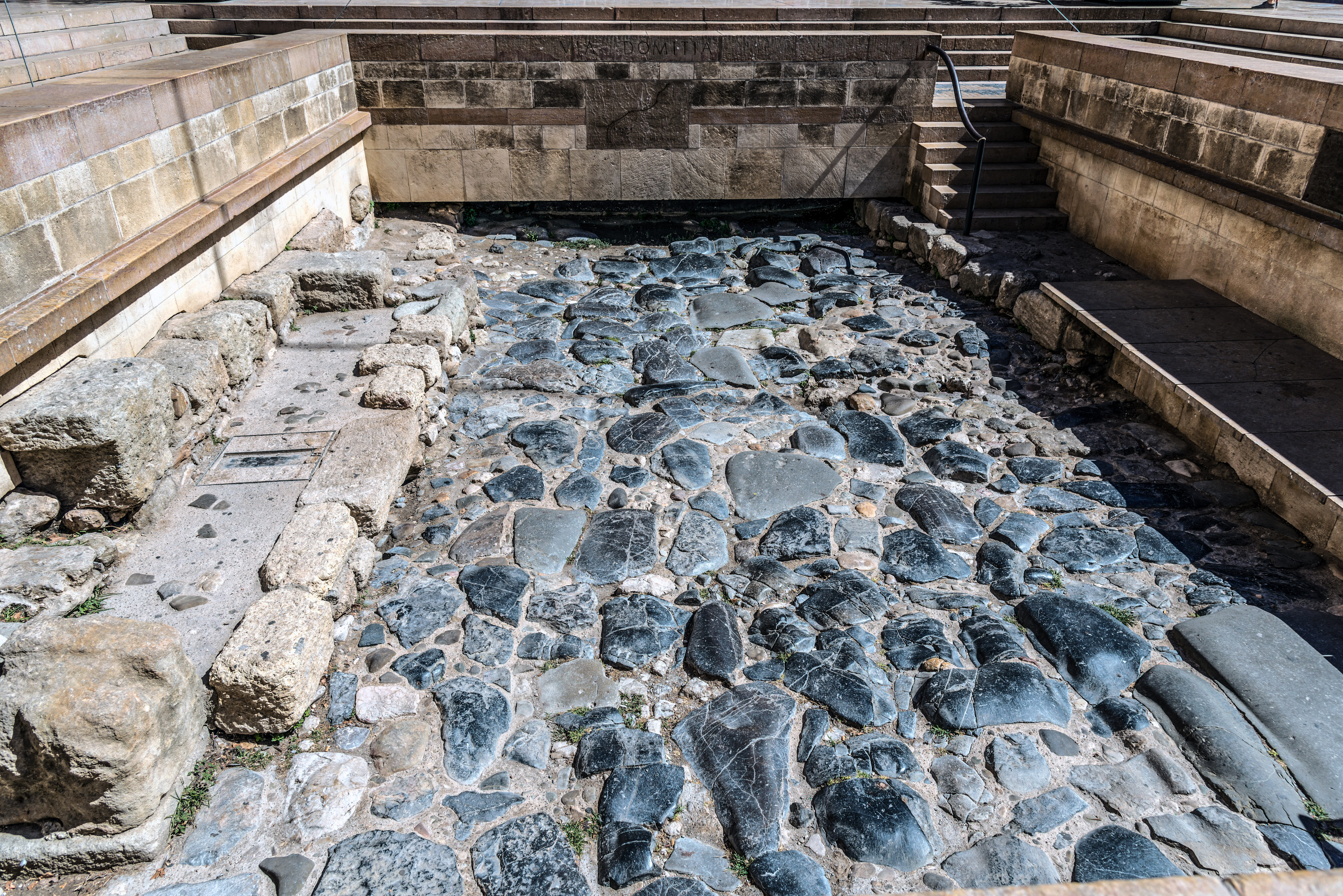
Davant del palau Vell de Narbona
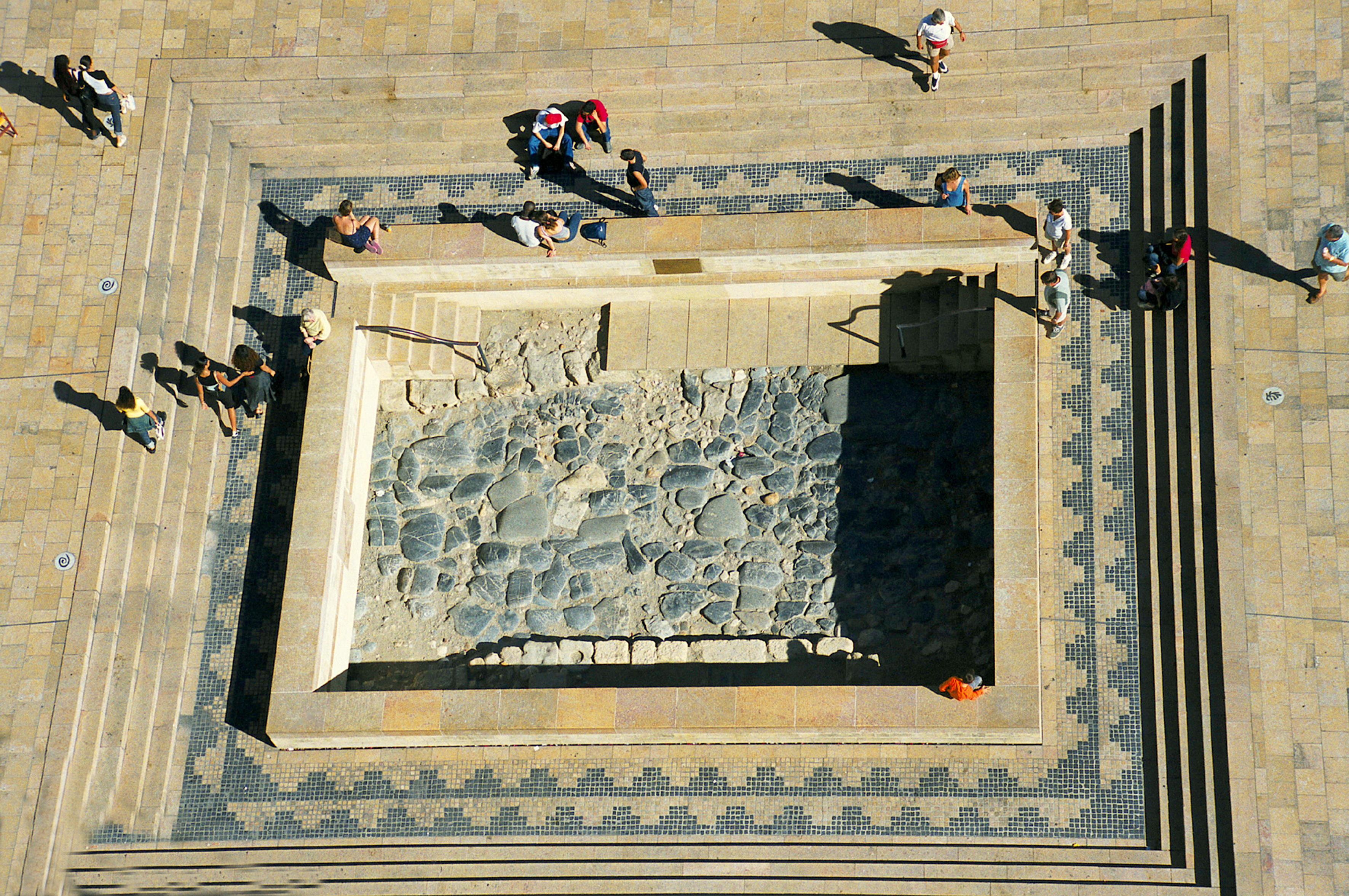
Davant del palau Vell de Narbona